# غورغياس
غورغياس (480 - 375) ق. م. ولد في ليونتيوم، وتتلمذ على يد أنبادوقليس، واشتغل بالطبيعيات. اهتم باللغة والبيان، فكان أفصح زمانه وأبلغهم. جاء إلى أثينا يطلب العون لمدينته على أهل سراقوصة، فأعجب الناس بأثينا ببلاغته. يصوره أفلاطون في الحوار المعنون باسمه على أنه مفاخرا بمقدرته على الإجابة عن أي سؤال يلقى عليه. مات في تساليا وقد قاربت سنه المائة أو جاوزتها، وعظم صيته، وضخمت ثروته. وضع كتاباً في اللاوجود قد به إلى التمثيل لفنه والإعلان عن مقدرته بالرد على الايليين والتفوق عليهم في الجدال. ويمكن تلخيص أقواله في قضايا ثلاث:
1. لا يوجد شيء.
2. إذا كان هناك شيء فالإنسان قاصر عن ادراكه.
3. إذا فرضنا أن إنساناً أدركه فلن يستطيع أن يبلغه لغيره من الناس.

وشرح عباراته بالشكل التالي:
بالنسبة للعبارة الأولى: اللاوجود غير موجود من حيث أنه لاوجود والوجود غير موجود كذلك، فإن هذا الوجود اما أن يكون قديماً أو حادثاً؛ فإن كان قديماً فهذا يعني أنه ليس مبدأ، وأنه لامتناه. أما إن كان حادثاً، فإما أن يكون قد حدث بفعل شيء موجود أو بفعل شيء غير موجود.
أما العبارة الثانية: لكي نعرف وجود الأشياء يجب أن يكون بين تصوراتنا وبين الأشياء علاقة ضرورية هي علاقة المعلوم بالعلم، بمعنى أن يكون الفكر مطابق للوجود، وأن يوجد الوجود على ما نتصوره، ولكن هذا باطل.
أما العبارة الثالثة: فترجع حجته إلى أن وسيلة التفاهم بين الناس، هي اللغة ولكن ألفاظ اللغة إشارات وضعية ورموز، وليست مشابهة للأشياء المفروض علمها، فكما أن ما هو مدرك بالبصر ليس مدركاً بالسمع، والعكس بالعكس، فإن ما هو موجود خارجاً عنه مغاير للألفاظ، فنحن ننقل للناس ألفاظنا وليس أشياء. فاللغة والوجود دائرتان متخارجتان.
هذه أمثلة واضحة لعبث السوفسطائيين وجدلهم الذي لا ينتهي. وعلى الرغم من جميع الآثار الإيجابية لهم من إخراج الثقافة من المدارس الفلسفية ونشرها لعامة الناس ومن تمهيد الطريق لعلم المنطق والأخلاق، إلا أنهم كادوا أن يقضوا على الفلسفة لولا الفضل الكبير لسقراط في انتشال الفلسفة وتدعيم ركائزها.

## السفسطة، السفسطائيون (غورغياس)
السفسطة عبارة عن محاجَجة تبدو وكأنها موافقة للمنطق، لكنها تصل في النهاية إلى استنتاج غير مقبول، سواء لتعذُّره، أو لاستعماله الإرادي المغلوط لقواعد الاستنتاج. وبالتالي فإنه يمكن اعتبارها قولاً مموَّهًا، أو قياسًا له شكل صحيح، لكن نتيجته باطلة، والقصد منه تضليل الآخرين – مشيرين هنا إلى أن ابن رشد كان يسمي السفسطة بالمغالطة والقياس السفسطائي بالقياس المغلوط.
هذا وتجدر الإشارة هنا إلى أنه كان يوجد تقليديًّا فرق يميز بين السفسطة وبين المغالطة: ألا وهو الرغبة الإرادية في التضليل (لدى السفسطة)، بينما تبقى المغالطة لاإرادية. كما أنه من المكن أن تُستعمَل السفسطة في النقاش بهدف إحداث صدمة لدى المستمع لدفعه إلى التعمق في حججه الفكرية.
خاصةً وأن تسمية «سفسطائي» كانت تُستعمَل في بداية الأمر للدلالة على صاحب مهنة الكلام، ولم تكن تُستعمَل البتة بمفهومها المنتقص الذي أضحى شائعًا فيما بعد – وقد ظلَّ هذا المفهوم شائعًا حتى جاء أفلاطون الذي دمغ السفسطائيين بتلك السمعة السيئة التي جعلتْهم مجرَّد مشعوذين، إن لم نقل مجرَّد سطحيين «أصدقاء للمظاهر»، غير مهتمين كثيرًا بالحقيقة؛ الأمر الذي يميِّزهم، بحسب أفلاطون، عن الفلاسفة.
وبالتالي، كان علينا انتظار مجيء مدارس النقد الحديثة لنتبيَّن بأن ما تركه هؤلاء لم يكن بالشيء المحتقَر إجمالاً، خاصةً حين يتعلق الأمر بقضايا اللغة: لأنهم كانوا في الحقيقة أول من اخترع علم اشتقاق الكلمات (الإيتيمولوجيا) ووضع القواعد اللغوية؛ كما أنهم كانوا أول من حاول دراسة مختلف أنواع الحجج وتحليل مختلف أنواع البراهين.
وبصرف النظر عن معرفتهم في هذا المضمار أو ذاك، كان السفسطائيون سادة فنِّ الكلام. وبالتالي، ومن هذا المنطلق، كانوا وقتذاك، على ما يبدو، قادرين على بيع خطبهم حول أيِّ موضوع بأثمان غالية، حتى وإن كانت تلك الخطب تتعلق بمواضيع متناقضة. من هنا يمكن اعتبارهم بحق مؤسِّسي فنِّ الخطابة أيضًا. فهم ما كانوا ليترددوا البتة في استعارة الحجج والأمثال من مفكرين سابقين أو حتى من الأساطير (التي كان بروذيكوس، المحبِّذ للنقد الديني، يعتقد أنها مجرد سِيَرٍ ذاتية مجمَّلة)، محوِّلين كلَّ شيء إلى مناسبات لإلقاء خطبهم الجميلة؛ الأمر الذي أدى، بسبب موقفهم النقدي، من جهة، وغير الامتثالي، من جهة أخرى، إلى تبنِّي السياسيين لهم وإلى استقطابهم عداء الأثينيين، وعلى رأسهم سقراط (الذي كان يُعتبَر واحدًا منهم).
كان أشهرهم غورغياس (485-380 ق م)، الذي كان متأثرًا بأمباذوقليس، وبروتاغوراس الأدبيري (480-411 ق م) الذي، مستوحيًا هيراقليطس، كان يرفض كلَّ حقيقة مطلقة ويقبل مبدأ التحول؛ فالإنسان، في نظره، كان مقياس كلِّ الأشياء.

## روابط خارجية
- غورغياس على موقع الموسوعة البريطانية (الإنجليزية)